# أيرين أوسغود
أيرين أوسغود (بالإنجليزية: Irene Osgood)‏ (1875 - 12 ديسمبر 1922)؛ كاتِبة، شاعرة وروائية أمريكية.